# Édouard Candeveau
Édouard Candeveau (11. februar 1898 - 12. november 1989) var en schweizisk roer, og olympisk guldvinder.
Candeveau vandt bronze i toer med styrmand ved OL 1920 i Antwerpen, sammen med Alfred Felber og styrmanden Paul Piaget. Fire år senere, ved OL 1924 i Paris, sikrede han sig en guldmedalje i samme disciplin, igen sammen med Felber, denne gang med Émile Lachapelle som styrmand. Han deltog også ved OL 1928 i Amsterdam, denne gang i disciplinen singlesculler.
Candeveau vandt desuden fire EM-guldmedaljer, en i singlesculler, en i dobbeltsculler og to i toer med styrmand.

## OL-medaljer
- 1924:  Guld i toer med styrmand
- 1920:  Bronze i toer med styrmand